# Næstved
Næstved é um município da Dinamarca, localizado na região sul, no condado de Storstrom.
O município tem uma área de 200 km² e uma  população de 47 422 habitantes, segundo o censo de 2003.